# 石少华
石少华（1918年—1998年），广东番禺人，生于香港，中华人民共和国摄影艺术家，中国共产党敌后根据地摄影工作的开拓者之一，中国摄影学会第一任主席。